# 라트비아어 문자
라트비아어 문자는 라트비아어에서 사용되는 문자이다. 라트비아어 문자는 로마자에 바탕을 둔 알파벳이다.

## 현재의 공식적인 알파벳
현재의 라트비아어 알파벳은 발음 구별 기호들의 도움에 부속해서 구성한 11개에서의 33개의 문자들로 구성되어 있다. 로마자에 바탕은 둔 26개의 문자들에서 Q q, W w, X x, Y y는 존재하지 않고 있다. 즉 현재의 알파벳은 이것이다:
| A a | Ā ā | B b | C c | Č č | D d | E e | Ē ē |
| F f | G g | Ģ ģ | H h | I i | Ī ī | J j | K k |
| Ķ ķ | L l | Ļ ļ | M m | N n | Ņ ņ | O o | P p |
| R r | S s | Š š | T t | U u | Ū ū | V v | Z z |
| Ž ž |     |     |     |     |     |     |     |

세가지 유형들의 발음 구별 기호들이 사용되고 있다:
- 문자 위에 수평선(장음 부호), 표시하고 있는 모음의 길이를(라트비아어: garumzīme);
- 가체크, [č], [š], [ž]음성과 함께 구성하고 있는 문자들;
- 문자 근처에서의 세디유(또는 g줄위에), 표시하고 있는 연음화(구개음화를).

## 역사
1950년대까지 알파벳에는 역시 Ō ō, Ŗ ŗ와 Ch ch가 사용되었다. 문자 Ŗ은 1938년에 더 알파벳에서 제외되게 되었다.

## 문자들의 발음
| 문자 | 제목     |       | IPA        | 문자 | 제목     |       | IPA             |
| ---- | -------- | ----- | ---------- | ---- | -------- | ----- | --------------- |
| A, a | a        | 아    | [ɑ]        | Ķ, ķ | ķē       | 케    | [c]             |
| Ā, ā | garais a | 긴 아 | [ɑː]       | L, l | el       | 엘    | [l]             |
| B, b | bē       | 베    | [b]        | Ļ, ļ | eļ       | 엘    | [ʎ]             |
| C, c | cē       | 체    | [t͡s]       | M, m | em       | 엠    | [m]             |
| Č, č | čē       | 췌    | [t͡ʃ]       | N, n | en       | 엔    | [n], [ŋ]        |
| D, d | dē       | 데    | [d]        | Ņ, ņ | eņ       | 에뉘  | [ɲ]             |
| E, e | e        | 에    | [e], [æ]   | O, o | o        | 오    | [ua̯], [o], [oː] |
| Ē, ē | garais e | 긴 에 | [eː], [æː] | P, p | pē       | 페    | [p]             |
| F, f | ef       | 에프  | [f]        | R, r | er       | 에르  | [r]             |
| G, g | gā       | 가    | [ɡ]        | S, s | es       | 에스  | [s]             |
| Ģ, ģ | ģē       | 게    | [ɟ]        | Š, š | eš       | 에쉬  | [ʃ]             |
| H, h | hā       | 하    | [x]        | T, t | tē       | 테    | [t]             |
| I, i | i        | 이    | [i]        | U, u | u        | 우    | [u]             |
| Ī, ī | garais i | 긴 이 | [iː]       | Ū, ū | garais u | 긴 우 | [uː]            |
| J, j | jē       | 예    | [j]        | V, v | vē       | 붸    | [v]             |
| K, k | kā       | 카    | [k]        | Z, z | zē       | 제    | [z]             |
|      |          |       |            | Ž, ž | žē       | 줴    | [ʒ]             |